# 庫內魯鐵路事故
庫內魯鐵路事故為發生於2017年1月21日的鐵路事故，一列車次18448的希拉克漢德列車由贾格达尔普尔駛往布巴内什瓦尔，行經安得拉邦庫內魯時脫軌，造成41人死亡，68人受傷，當時列車上乘客約600人。

## 事故
事發列車為柴油機車牽引9輛鐵路客車，於當地時間晚間11點左右脫軌，3輛客車完全脫離軌道，另有一些客車撞擊其他軌道的鐵路貨車，主管當局表示有部分傷亡係因脫軌後，乘客欲逃生時踩踏而造成，救援人員迅速趕到事發現場進行救援。